# Краснотуринск
Краснотуринск (рус. Краснотурьинск) град је у Русији у Свердловској области. Према попису становништва из 2010. у граду је живело 59.701 становника.

## Становништво
Према прелиминарним подацима са пописа, у граду је 2010. живело 59.701 становника, 5.177 (7,98%) мање него 2002.
| 1939. | 1959.  | 1970.  | 1979.  | 1989.  | 2002.  | 2010.  |
| ----- | ------ | ------ | ------ | ------ | ------ | ------ |
| 9.582 | 62.606 | 58.596 | 61.012 | 67.324 | 64.878 | 59.633 |